# San Vito Lo Capo
San Vito Lo Capo é uma comuna italiana da região da Sicília, província de Trapani, com cerca de 3.914 habitantes. Estende-se por uma área de 59 km², tendo uma densidade populacional de 66 hab/km². Faz fronteira com Castellammare del Golfo, Custonaci.

## Demografia
| Variação demográfica do município entre 1861 e 2011                               |
|                                                                                   |
| Fonte: Istituto Nazionale di Statistica (ISTAT) - Elaboração gráfica da Wikipedia |